# Сингрос, Андреас
Андреас Сингрос (греч. Ανδρέας Συγγρός, 12 октября 1830, Константинополь — 13 февраля 1899, Афины) — греческий банкир, филантроп и меценат.

## Биография
Родился 12 октября 1830 года в Константинополе. Отец — Доменикос Цингрос (Δομένικος Τσιγγρός), мать — Николета Номику (Νικολέτα Νομικού). Родители были из деревни Литион на Хиосе. Отец был личным врачом сестры султана Махмуда II. В 1834 году семья переехала на Андрос. С 1838 года учился в школе Теофилоса Каириса на Андросе, продолжил среднее образование в интернате в Эрмуполисе на Сиросе до 1845 года.
Работал продавцом у Феодора Павловича Родоканаки, а затем у Николаоса Дамианоса (Νικόλαος Δαμιανός) в Константинополе. Заработал на торговле шёлком и государственных закупках Османской империи огромное состояние. Илья Эренбург сообщает: «В своих мемуарах Сингрос подробно рассказывает, как, занимаясь контрабандой во время Крымской войны, он надувал и румын и турок». В 1867 году совершил поездку в Афины, где познакомился с министром иностранных дел Харилаосом Трикуписом и королём Георгом I. В том же году с банкиром Георгиосом Корониосом Γεώργιος Κορωνιός создал кредитную организацию, действовавшую в Османской империи. Вместе с Георгиосом Корониосом и Стефаносом Скулудисом создал Банк Константинополя (Τράπεζα Κωνσταντινουπόλεως), действовавший в Османской империи и Египте.

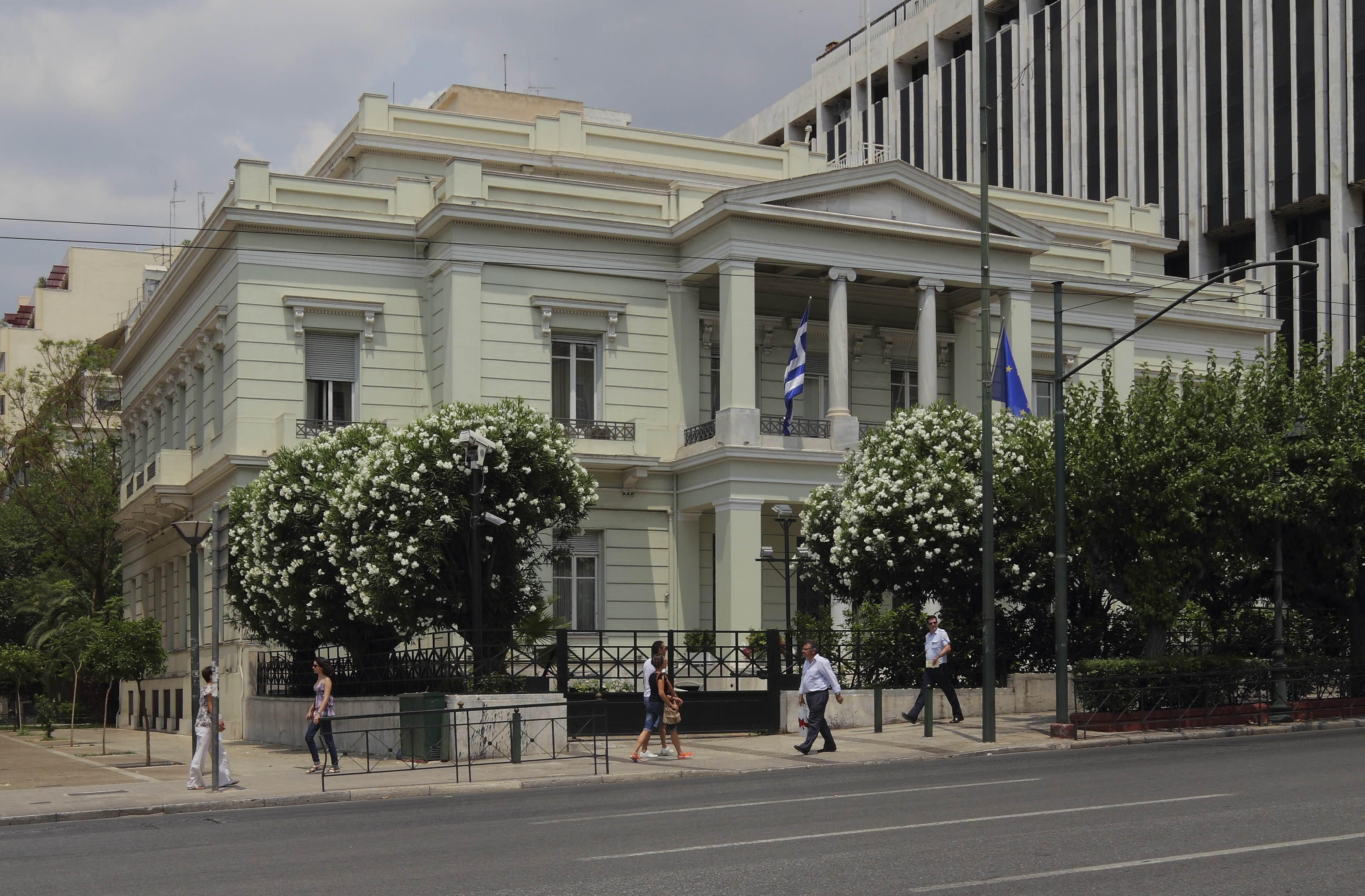
Особняк Андреаса Сингроса в Афинах

В 1872 году перебрался в Афины, где купил себе участок для постройки особняка. Участвовал в политическом вопросе о шлаке Лаврийских рудников, занимавшем греческое правительство и парламент в 1869—1875 годах и получившем название «Лавриака» (Λαυριακά ή Λαυρεωτικά). Соглашение было достигнуто в 1873 году при премьере Эпаминондасе Делигеоргисе, когда Андреас Сингрос выкупил французскую компанию Serpieri, Roux de Fraissinet et Cie и переименовал её в The Lavrion Metallurgical Company.
После того, как Берлинский конгресс 1878 года передал Греции Фессалию и часть Эпира, в 1882 году совместно с Национальным банком Греции создал Эпирофессалийский банк.
Умер 13 февраля 1899 года в своём особняке в Афинах. Похоронен на Первом афинском кладбище.

## Благотворительность
Предоставил средства для строительства городского театра Афин (Δημοτικό Θέατρο της Αθήνας) по планам Эрнста Циллера, музея Олимпии и музея в Дельфах.
Предоставил средства для строительства в Афинах большой исправительной тюрьмы «имени Сингроса» и греческого консульства в Салониках (ныне Музей борьбы за Македонию) по проекту Эрнста Циллера. Завещал средства на строительство больницы, главного проспекта Афины — Фалирон и школ.
По некоторым данным Сингрос позаботился о назначении нового учителя в Литион и оплатил его переезд. В 1866—1873 гг. школьным учителем был молодой Анастасиос Кефалас, будущий святитель Нектарий Эгинский. После обращения Анастасиоса Кефаласа к Сингросу за материальной помощью селянам, Сингрос завещал селянам 5 тысяч лир.

## Память
Написал мемуары, опубликованные в 1908 году в трёх томах.
Весною 1903 года торжественное открытие музея в Дельфах завершилось открытием бюста Сингроса.
Его именем назван проспект Сингру в Афинах, афинская больница дерматологии и венерологии «Андреас Сингрос».

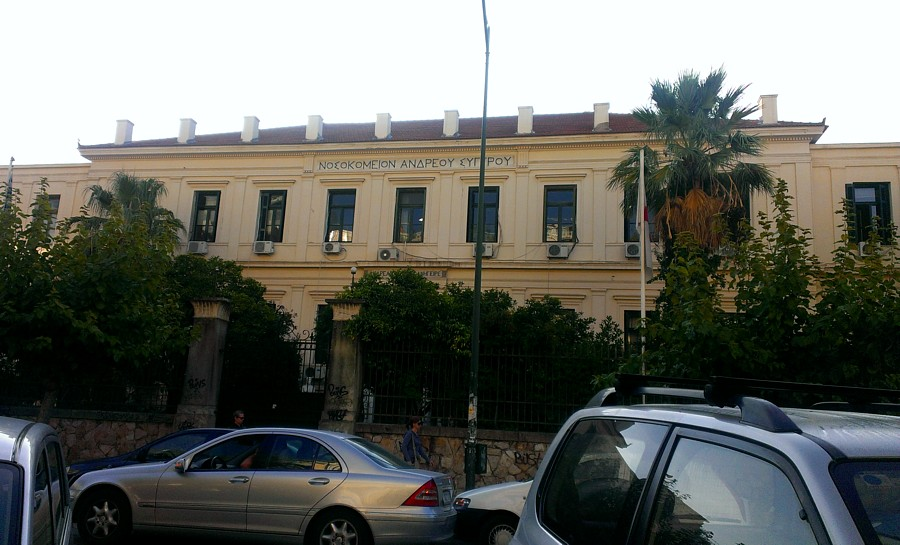
Больница дерматологии и венерологии «Андреас Сингрос»[англ.] в Афинах
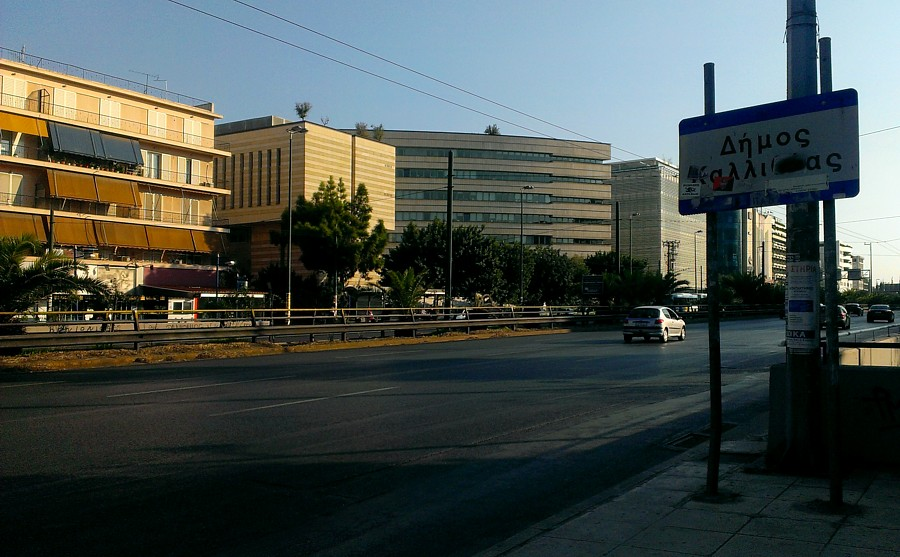
Проспект Сингру[англ.]